# María José Nieto
María José Nieto López (Madrid, España; 23 de marzo de 1960), más conocida como la Maripepa o Maripopi Nieto, es una actriz, bailarina y vedette española que fue muy conocida en la década de 1980 y mediados de 1990 en los medios hispano e hispano-americano.

## Biografía
María José Nieto estudió Ballet Clásico en la escuela de Karen Taff por 3 años y luego Baile Clásico Español por 5 años en la Escuela de Formación Profesional de Coros y Danza de Madrid. Logró el título de Profesora de Ballet Clásico Español en el Real Conservatorio de Madrid. Posteriormente estudió Danza Moderna y el dominio de las castañuelas con Lucero Tena.

## Vida artística y pública
Nieto participó en sus inicios en un montaje a cargo de Goyo Montero en el clásico Ballet, Salomé.
María José Nieto empezó a derivar lentamente de las comedias musicales clásicas a las comedias picarescas aprovechando su destacable figura y apariencia. Posteriormente realizó giras por Costa Rica, Argentina y Chile para convertirse en una primera vedette principal muy reconocida en los medios de la comedia y los bailes picarescos y mantuvo una gran amistad con Sara Montiel.
María José Nieto superó mediáticamente a vedettes del momento como Susana Giménez y Sara Montiel  en los medios hispano americanos siendo conocida como la Maripepa o Maripopi Nieto.  Su sobrenombre de Maripopi Nieto se debe a aquel lugar donde la espalda pierde el nombre y que la hizo símbolo sexual en Chile.
En Chile, a María José Nieto se le asoció en su momento a miembros de la Dictadura Militar. Según el cantante chileno Buddy Richard, a mediados de los '80 en Chile se le podía ver a "Maripepa" con el músico de rock Miguel Gandulfo -como también se le conocía- en el Hotel O'Higgins de Viña del Mar, el  haciendo compañía al líder de la Central Nacional de Informaciones (CNI), Álvaro Corbalán (Condenado por crímenes de lesa humanidad) quien la presentaba como "su señora".
La relación con Corbalán empezó cuando este le ofreció un estelar en el Festival de Viña del Mar coercionando a su director Sergio Riesenberg , luego esta convivencia se transformó en una relación violenta y la separación fue inminente. 
María José Nieto ha permanecido retirada desde el 2006 y accede ocasionalmente a entrevistas en exclusiva como Que tiempo tan feliz, Cine de barrio y otras tantas.
En 2007, falleció su madre y manifestó su pesar por este luctuoso acontecimiento sumiéndole en una depresión.
El año 2012 fue jurado en el programa de TVN Cabaret burlesque.
Actualmente María José Nieto vive en el norte de Madrid y regenta una tienda de promociones y regalos exclusivos.

## Programas de TV
- Triunfo Con Todos (2003-2011)
- Noche De Estrellas (2003-2011)
- La Revista (1995-1996)

## Filmografía
- La vendedora de ropa interior (1982)
- Los autonómicos (1982)
- Feliz Nochevieja cariño-TV (1995)
- Aquí llega Condemor (1996)
- El relevo -TV (2002)
- Paraíso -TV (2002)